# Список эпизодов сериала «Юху и его друзья»
«Юху и его друзья» (англ. YooHoo & Friends) (кор. 유후와 친구들) — корейский анимированный детско-телевизионный мультсериал, основанный на серии игрушек с тем же названием, выпущенный корейским производителем игрушек Aurora World. Серия дебютировала на корейском канале вещания KBS2, а затем KBS1 с 2 июля 2010 года по 10 апреля 2015 года.

## Обзор сезонов
| Сезон | Сезон | Эпизоды | В эфире         | В эфире         |
| Сезон | Сезон | Эпизоды | Премьера        | Конец           |
| ----- | ----- | ------- | --------------- | --------------- |
|       | 1     | 26      | 2 июля 2010     | 18 декабря 2010 |
|       | 2     | 28      | 14 октября 2011 | 25 мая 2013     |
|       | 3     | 11      | 9 января 2015   | 11 апреля 2015  |

## Эпизоды

### Первый Сезон (2010)
| №   | Название                                                            | Режиссёр     | Автор сценария | Дата премьеры     |
| --- | ------------------------------------------------------------------- | ------------ | -------------- | ----------------- |
| 1a  | «Chewoo as a Baby Bird» «아기새가 된 츄우»                          | Чоу Гён-Чжун | Неизвестно     | июль 2, 2009      |
| 1b  | «Disappeared Yootopia» «사라진 그리닛»                              | Чоу Гён-Чжун | Неизвестно     | июль 2, 2010      |
| 2a  | «The Secret of Baobab Trees» «바오밥나무의 비밀»                    | Чоу Гён-Чжун | Неизвестно     | июль 10, 2010     |
| 2b  | «Who Could Get Water First?» «누가빨리 물을 구해올까요?»            | Чоу Гён-Чжун | Неизвестно     | июль 10, 2010     |
| 3a  | «Across the Victoria Falls» «빅토리아 폭포를 건너자»                | Чоу Гён-Чжун | Неизвестно     | июль 17, 2010     |
| 3b  | «The Lion with Blue Mane» «파란머리사자»                            | Чоу Гён-Чжун | Неизвестно     | июль 17, 2010     |
| 4a  | «Ahh! There's a Monster!» «으악, 괴물이 나타났다!»                  | Чоу Гён-Чжун | Неизвестно     | июль 27, 2010     |
| 4b  | «Finding YooHoo!» «유후를 찾아라!»                                  | Чоу Гён-Чжун | Неизвестно     | июль 27, 2010     |
| 5a  | «Catch the Green Seed!» «그린 씨앗을 잡아라!»                       | Чоу Гён-Чжун | Неизвестно     | июль 31, 2010     |
| 5b  | «Meeting the Meerkat Brothers» «미어캣 삼형제를 만나다!»            | Чоу Гён-Чжун | Неизвестно     | июль 31, 2010     |
| 6a  | «Nobody Can Stop» «미어캣 삼형제는 못 말려!»                        | Чоу Гён-Чжун | Неизвестно     | август 7, 2010    |
| 6b  | «The Stolen Encyclopedia» «백과사전을 도둑맞았어요!»                | Чоу Гён-Чжун | Неизвестно     | август 7, 2010    |
| 7   | «Desert Paradise» «사막의 낙원을 찾아서»                            | Чоу Гён-Чжун | Неизвестно     | август 14, 2010   |
| 8a  | «The Mysterious Pyramid» «피라미드의 수수께끼»                      | Чоу Гён-Чжун | Неизвестно     | август 21, 2010   |
| 8b  | «Finding the Fairy Chimneys» «요정들의 굴뚝을 찾아서»               | Чоу Гён-Чжун | Неизвестно     | август 21, 2010   |
| 9a  | «Spooky Vampire Bats» «흡혈박쥐는 무서워»                           | Чоу Гён-Чжун | Неизвестно     | август 28, 2010   |
| 9b  | «Green Seed in the Lake» «씨앗이 호수에 빠졌어요»                   | Чоу Гён-Чжун | Неизвестно     | август 28, 2010   |
| 10a | «Rooney the Musician» «음악가 루니»                                 | Чоу Гён-Чжун | Неизвестно     | сентябрь 4, 2010  |
| 10b | «Libee the Dandy» «멋쟁이 스라소니»                                 | Чоу Гён-Чжун | Неизвестно     | сентябрь 4, 2010  |
| 11a | «Whose Pouch Is It?» «씨앗 주머니는 누구 것일까요?»                 | Чоу Гён-Чжун | Неизвестно     | сентябрь 7, 2010  |
| 11b | «Secrets of the Altamira Cave» «알타미라 동굴의 비밀»               | Чоу Гён-Чжун | Неизвестно     | сентябрь 7, 2010  |
| 12a | «Look for the Shiny Pebble» «반짝이는 돌 조각을 찾아라»             | Чоу Гён-Чжун | Неизвестно     | сентябрь 19, 2010 |
| 12b | «Chewoo Befriends the Youngest Meerkat» «막내 미어캣과 친해진 츄우» | Чоу Гён-Чжун | Неизвестно     | сентябрь 19, 2010 |
| 13a | «Sleeping Pammee» «잠자는 숲 속의 패미»                             | Чоу Гён-Чжун | Неизвестно     | сентябрь 24, 2010 |
| 13b | «Over the Altai Mountains» «알타이 산맥을 넘다»                     | Чоу Гён-Чжун | Неизвестно     | сентябрь 24, 2010 |
| 14  | «RingRing the Panda» «판다 링링»                                    | Чоу Гён-Чжун | Неизвестно     | сентябрь 25, 2010 |
| 15a | «The Fake Meditator» «인도의 엉터리 명상가를 만나다»                | Чоу Гён-Чжун | Неизвестно     | октябрь 19, 2010  |
| 15b | «Roodee Leaves the Group» «루디, 친구들을 떠나다»                   | Чоу Гён-Чжун | Неизвестно     | октябрь 19, 2010  |
| 16a | «Meerkat, the Great Inventor» «발명왕 미어캣»                       | Чоу Гён-Чжун | Неизвестно     | октябрь 23, 2010  |
| 16b | «Babysitting Time!» «아기 보기는 힘들어»                            | Чоу Гён-Чжун | Неизвестно     | октябрь 23, 2010  |
| 17a | «Josh the Chatterbox» «수다쟁이 조시를 만나다»                      | Чоу Гён-Чжун | Неизвестно     | октябрь 23, 2010  |
| 17b | «To Find the Invisible Island» «보이지 않는 섬을 찾아서»            | Чоу Гён-Чжун | Неизвестно     | октябрь 23, 2010  |
| 18a | «Caught by Baboons» «눈 원숭이들에게 잡히다»                        | Чоу Гён-Чжун | Неизвестно     | ноябрь 9, 2010    |
| 18b | «Another Paradise» «또 하나의 파라다이스»                           | Чоу Гён-Чжун | Неизвестно     | ноябрь 9, 2010    |
| 19a | «Secrets of the Paradise» «파라다이스의 비밀»                       | Чоу Гён-Чжун | Неизвестно     | ноябрь 9, 2010    |
| 19b | «Two Seeds» «두 개의 씨앗»                                          | Чоу Гён-Чжун | Неизвестно     | ноябрь 9, 2010    |
| 20a | «Cookie the South Pole Penguin» «남극의 꼬마펭귄 쿠키»              | Чоу Гён-Чжун | Неизвестно     | ноябрь 19, 2010   |
| 20b | «The Meerkat Conspiracy» «미어캣 삼형제의 음모»                     | Чоу Гён-Чжун | Неизвестно     | ноябрь 19, 2010   |
| 21a | «Play Ball in Machu Picchu» «마추픽추 공놀이 대회»                  | Чоу Гён-Чжун | Неизвестно     | ноябрь 27, 2010   |
| 21b | «What a Spectacle Bear Needs» «눈이 나쁜 안경곰»                    | Чоу Гён-Чжун | Неизвестно     | ноябрь 27, 2010   |
| 22a | «Goodbye Pink Dolphin» «안녕, 분홍 돌고래!»                         | Чоу Гён-Чжун | Неизвестно     | ноябрь 27, 2010   |
| 22b | «Roodee's Submarine» «루디의 잠수함»                                | Чоу Гён-Чжун | Неизвестно     | ноябрь 27, 2010   |
| 23a | «Cactus Desert» «선인장 사막»                                       | Чоу Гён-Чжун | Неизвестно     | ноябрь 27, 2010   |
| 23b | «Beware! It's Hot!» «뜨거워, 조심해!»                               | Чоу Гён-Чжун | Неизвестно     | ноябрь 27, 2010   |
| 24a | «The Lost Seed Pouch» «씨앗주머니를 빼앗기다»                       | Чоу Гён-Чжун | Неизвестно     | декабрь 18, 2010  |
| 24b | «The Sad Behind Story» «미어캣 삼형제, 씨앗주머니를 구하다»         | Чоу Гён-Чжун | Неизвестно     | декабрь 18, 2010  |
| 25a | «The Beaver Brothers» «비버 형제의 댐 쌓기»                         | Чоу Гён-Чжун | Неизвестно     | декабрь 18, 2010  |
| 25b | «Lemmee, Save Us!» «레미, 우리를 구해줘!»                           | Чоу Гён-Чжун | Неизвестно     | декабрь 18, 2010  |
| 26a | «To the North Pole» «가자, 북극으로!»                               | Чоу Гён-Чжун | Неизвестно     | декабрь 18, 2010  |
| 26b | «Back to YooTopia» «다시 찾은 그리닛»                               | Чоу Гён-Чжун | Неизвестно     | декабрь 18, 2010  |

### Второй Сезон (2011-12)
На Amazon 4 эпизода не были показаны на английском языке.
| № общий | № в сезоне | Название                                                                                | Режиссёр                    | Автор сценария | Дата премьеры    |
| ------- | ---------- | --------------------------------------------------------------------------------------- | --------------------------- | -------------- | ---------------- |
| 27a     | 1a         | «Genius is 1% Inspiration and 99% Humor» «천재는 1%의 영감과 99%의 장난기로 만들어진다» | Неизвестно                  | Неизвестно     | октябрь 21, 2011 |
| 27b     | 1b         | «Pammee the Superstar» «패미 마돈나»                                                    | Неизвестно                  | Неизвестно     | октябрь 21, 2011 |
| 28a     | 2a         | «A Leader's Burden» «리더는 괴로워»                                                     | Неизвестно                  | Неизвестно     | октябрь 28, 2011 |
| 28b     | 2b         | «The Precious Water» «물은 소중해»                                                      | Чоу Гён-Чжун и Джим Сын-Хва | Неизвестно     | октябрь 28, 2011 |
| 29a     | 3a         | «착한 악당»                                                                             | Неизвестно                  | Неизвестно     | ноябрь 1, 2011   |
| 29b     | 3b         | «Utopia Carnival» «가짜 유토피아»                                                       | Неизвестно                  | Неизвестно     | ноябрь 1, 2011   |
| 30a     | 4a         | «Bell Around Caramel's Neck» «고양이 방울»                                              | Неизвестно                  | Неизвестно     | ноябрь 8, 2011   |
| 30b     | 4b         | «So Hot» «So Hot»                                                                       | Неизвестно                  | Неизвестно     | ноябрь 8, 2011   |
| 31a     | 5a         | «Friends Forever» «우리는 친구»                                                         | Неизвестно                  | Неизвестно     | ноябрь 16, 2011  |
| 31b     | 5b         | «Oops and Koops Fall in Love» «사랑에 빠진 웁스와 쿱스»                                 | Неизвестно                  | Неизвестно     | ноябрь 16, 2011  |
| 32a     | 6a         | «The Treasure Ship Quest» «보물선을 찾아라»                                             | Неизвестно                  | Неизвестно     | ноябрь 25, 2011  |
| 32b     | 6b         | «Nothing to Eat» «먹을 것이 없어»                                                       | Неизвестно                  | Неизвестно     | ноябрь 25, 2011  |
| 33a     | 7a         | «Made by Roodee» «루디의 발명품»                                                        | Неизвестно                  | Неизвестно     | декабрь 6, 2011  |
| 33b     | 7b         | «The Sleepwalking Monster» «몽유병 괴물»                                                | Неизвестно                  | Неизвестно     | декабрь 6, 2011  |
| 34a     | 8a         | «A Magical Spring» «신비의 샘물»                                                        | Чоу Гён-Чжун и Джим Сын-Хва | Неизвестно     | декабрь 12, 2011 |
| 34b     | 8b         | «Chewoo Catches a Cold» «감기에 걸린 츄우»                                              | Неизвестно                  | Неизвестно     | декабрь 12, 2011 |
| 35a     | 9a         | «크리스마스의 해프닝»                                                                   | Неизвестно                  | Неизвестно     | декабрь 17, 2011 |
| 35b     | 9b         | «The History of Oops and Koops» «웁스쿱스의 과거»                                       | Неизвестно                  | Неизвестно     | декабрь 17, 2011 |
| 36a     | 10a        | «Stop Being Lazy, YooHoo!» «개미와 유후»                                                | Неизвестно                  | Неизвестно     | декабрь 23, 2011 |
| 36b     | 10b        | «Too Much Noise» «시끄럽지만 시끄럽지 않아!»                                            | Неизвестно                  | Неизвестно     | декабрь 23, 2011 |
| 37a     | 11a        | «모두 모두 해피뉴이어»                                                                  | Неизвестно                  | Неизвестно     | январь 2, 2012   |
| 37b     | 11b        | «The Ocean's Black Spring» «바다 속 검은 샘»                                            | Неизвестно                  | Неизвестно     | январь 2, 2012   |
| 38a     | 12a        | «The Dinosaur's Fury» «공룡 대소동»                                                     | Неизвестно                  | Неизвестно     | январь 8, 2012   |
| 38b     | 12b        | «We Can't Live Without Roodee» «루디 없인 못 살아»                                      | Неизвестно                  | Неизвестно     | январь 8, 2012   |
| 39a     | 13a        | «The Best of the Best» «내가 제일 잘 나가»                                              | Чоу Гён-Чжун и Джим Сын-Хва | Неизвестно     | январь 21, 2012  |
| 39b     | 13b        | «Roodie's Two Faces» «두 얼굴의 루디»                                                   | Неизвестно                  | Неизвестно     | январь 21, 2012  |
| 40a     | 14a        | «Fake Friends» «가짜 친구들»                                                            | Неизвестно                  | Неизвестно     | январь 29, 2012  |
| 40b     | 14b        | «The Legend of the Penguins» «전설의 펭귄»                                              | Неизвестно                  | Неизвестно     | январь 29, 2012  |
| 41a     | 15a        | «Pammee's Disappearance» «사라진 패미»                                                  | Неизвестно                  | Неизвестно     | февраль 6, 2012  |
| 41b     | 15b        | «Rescue Pammee» «패미를 찾아라»                                                         | Неизвестно                  | Неизвестно     | февраль 6, 2012  |
| 42a     | 16a        | «Oh Dear, It Really Stinks» «냄새가 지독해»                                             | Неизвестно                  | Неизвестно     | февраль 10, 2012 |
| 42b     | 16b        | «Mr. DJ and Pammee» «라디오DJ와 패미»                                                   | Неизвестно                  | Неизвестно     | февраль 10, 2012 |
| 43a     | 17a        | «Carmel, the Spy» «스파이가 된 카라멜»                                                  | Неизвестно                  | Неизвестно     | февраль 17, 2012 |
| 43b     | 17b        | «A Gift Gone Wrong» «잘못된 선물»                                                       | Неизвестно                  | Неизвестно     | февраль 17, 2012 |
| 44a     | 18a        | «달콤한 발렌타인 보내기»                                                                | Неизвестно                  | Неизвестно     | февраль 24, 2012 |
| 44b     | 18b        | «Where are the Bees?» «소중한 꿀벌들»                                                   | Неизвестно                  | Неизвестно     | февраль 24, 2012 |
| 45a     | 19a        | «Chewoo's Dream» «츄우의 꿈»                                                            | Неизвестно                  | Неизвестно     | март 4, 2012     |
| 45b     | 19b        | «I am the Older Brother» «누가 형이야?»                                                 | Неизвестно                  | Неизвестно     | март 4, 2012     |
| 46a     | 20a        | «Picasso - The Birth of Greenica» «피카소 - 그리니카의 탄생»                            | Неизвестно                  | Неизвестно     | март 17, 2012    |
| 46b     | 20b        | «The Sun Has Disappeared» «사라진 태양»                                                 | Неизвестно                  | Неизвестно     | март 17, 2012    |
| 47a     | 21a        | «We Need Electricity» «전기가 부족해»                                                   | Неизвестно                  | Неизвестно     | март 24, 2012    |
| 47b     | 21b        | «The Sea is Sick» «육지에 온 바다생물»                                                  | Неизвестно                  | Неизвестно     | март 24, 2012    |
| 48a     | 22a        | «The Greenet Fruit Festival» «그리닛의 바보는 누구?»                                    | Неизвестно                  | Неизвестно     | март 31, 2012    |
| 48b     | 22b        | «Who is Big Boss?» «빅보스는 누구일까?»                                                 | Неизвестно                  | Неизвестно     | март 31, 2012    |
| 49a     | 23a        | «YooHoo's Ghost Friend» «꼬마유령»                                                      | Неизвестно                  | Неизвестно     | апрель 7, 2012   |
| 49b     | 23b        | «We are Best Buddies!» «최고의 친구들»                                                  | Неизвестно                  | Неизвестно     | апрель 7, 2012   |
| 50a     | 24a        | «Dance with Roodee» «루디와 함께 춤을»                                                  | Неизвестно                  | Неизвестно     | апрель 14, 2012  |
| 50b     | 24b        | «Lemmee's Dictionary of Complaints» «레미가 달라졌어요»                                 | Неизвестно                  | Неизвестно     | апрель 14, 2012  |
| 51a     | 25a        | «Pammee, the Sleeping Beauty» «잠자는 숲속의 패미»                                      | Неизвестно                  | Неизвестно     | апрель 28, 2012  |
| 51b     | 25b        | «The Magic Springs are Contaminated» «오염된 신비의 샘물»                               | Неизвестно                  | Неизвестно     | апрель 28, 2012  |
| 52a     | 25a        | «Crossing the Dangerous Desert» «공포의 사막을 건너라»                                  | Неизвестно                  | Неизвестно     | май 9, 2012      |
| 52b     | 26b        | «Guard the Water Balloon» «물풍선을 차지하라»                                           | Неизвестно                  | Неизвестно     | май 9, 2012      |
| 53a     | 27a        | «Greenet is Flooded» «비처럼 홍수처럼»                                                  | Неизвестно                  | Неизвестно     | май 12, 2012     |
| 53b     | 27b        | «There are Holes in the Ground» «땅에 구멍이 생겼어»                                    | Неизвестно                  | Неизвестно     | май 12, 2012     |
| 54a     | 28a        | «We Need a Vacation» «휴가가 필요해»                                                    | Неизвестно                  | Неизвестно     | май 24, 2012     |
| 54b     | 28b        | «The Real Big Boss» «빅보스의 정체»                                                     | Неизвестно                  | Неизвестно     | май 24, 2012     |

### Третий Сезон (2015)
В отличие от первых двух сезонов, в этом сезоне не было официального релиза на английском языке от Amazon и Netflix. В том числе и в России на русском.
| № общий | № в сезоне | Название               | Режиссёр   | Автор сценария | Дата премьеры   |
| ------- | ---------- | ---------------------- | ---------- | -------------- | --------------- |
| 55a     | 1a         | «인어의 전설»          | Неизвестно | Неизвестно     | январь 10, 2015 |
| 55b     | 1b         | «성화봉송 대작전»      | Неизвестно | Неизвестно     | январь 10, 2015 |
| 56a     | 2a         | «내 어릴 적 꿈»        | Неизвестно | Неизвестно     | январь 16, 2015 |
| 56b     | 2b         | «루디의 비밀책»        | Неизвестно | Неизвестно     | январь 16, 2015 |
| 57a     | 3a         | «박쥐는 누구 편일까?»  | Неизвестно | Неизвестно     | январь 19, 2015 |
| 57b     | 3b         | «할로윈 대소동»        | Неизвестно | Неизвестно     | январь 19, 2015 |
| 58a     | 4a         | «매일매일 추수감사절»  | Неизвестно | Неизвестно     | январь 26, 2015 |
| 58b     | 4b         | «돌아온 태권 호랑이»   | Неизвестно | Неизвестно     | январь 26, 2015 |
| 59a     | 5a         | «소원을 들어줘»        | Неизвестно | Неизвестно     | февраль 2, 2015 |
| 59b     | 5b         | «이상한 호두까기 인형» | Неизвестно | Неизвестно     | февраль 2, 2015 |
| 60a     | 6a         | «달려라 유후»          | Неизвестно | Неизвестно     | февраль 9, 2015 |
| 60b     | 6b         | «패션왕 웁스쿱스»      | Неизвестно | Неизвестно     | февраль 9, 2015 |
| 61a     | 7a         | «나무를 지켜라»        | Неизвестно | Неизвестно     | март 2, 2015    |
| 61b     | 7b         | «수다쟁이의 탄생»      | Неизвестно | Неизвестно     | март 2, 2015    |
| 62a     | 8a         | «그리닛은우리땅»       | Неизвестно | Неизвестно     | март 9, 2015    |
| 62b     | 8b         | «달팽이의꿈»           | Неизвестно | Неизвестно     | март 9, 2015    |
| 63a     | 9a         | «그리닛이 최고야»      | Неизвестно | Неизвестно     | март 16, 2015   |
| 63b     | 9b         | «고약한 향수»          | Неизвестно | Неизвестно     | март 16, 2015   |
| 64a     | 10a        | «감기 대소동»          | Неизвестно | Неизвестно     | март 23, 2015   |
| 64b     | 10b        | «나는 누구일까»        | Неизвестно | Неизвестно     | март 23, 2015   |
| 65a     | 11a        | «이상한 소»            | Неизвестно | Неизвестно     | апрель 10, 2015 |
| 65b     | 11b        | «빨리 빨리»            | Неизвестно | Неизвестно     | апрель 10, 2015 |